# Sistema Europeu de Gestão do Tráfego Ferroviário
O Sistema Europeu de Gestão do Tráfego Ferroviário (em inglês: European Rail Traffic Management System, ERTMS) é um sistema padrão para a gestão e interoperabilidade da sinalização ferroviária para as ferrovias da União Europeia (UE). É gerido pela Agência Ferroviária da União Europeia (ERA) e é a camada organizacional para os diferentes subsistemas separados:
- GSM–R: comunicação,
- ETCS (Sistema Europeu de Controlo Ferroviário, European Train Control System): sinalização,
- ETML (Camada Europeia de Gestão do Tráfego, European Traffic Management Layer): gestão do tráfego,[2]
- EOR (Regras Operacionais Europeias, European Operating Rules): regras de operação.[3][4]

O principal objetivo do ERTMS é promover a interoperabilidade dos comboios (trens) na UE. Tem como objetivo aumentar significativamente a segurança, aumentar a eficiência dos transportes ferroviários e melhorar a interoperabilidade transfronteiriça do transporte ferroviário na Europa. Isto é feito através da substituição dos antigos equipamentos de sinalização nacionais e procedimentos operacionais por um único e novo sistema padrão europeu para o controlo dos comboios (trens) e sistemas de comando.
| Subsistemas    | Sistema Europeu de Gestão do Tráfego Ferroviário European Rail Traffic Management System (ERTMS) | Sistema Europeu de Gestão do Tráfego Ferroviário European Rail Traffic Management System (ERTMS) | Sistema Europeu de Gestão do Tráfego Ferroviário European Rail Traffic Management System (ERTMS) | Sistema Europeu de Gestão do Tráfego Ferroviário European Rail Traffic Management System (ERTMS) |
| Subsistemas    | GSM-R                                                                                            | Sistema Europeu de Controlo Ferroviário                                                          | Camada Europeia de Gestão do Tráfego                                                             | Regras Operacionais Europeias                                                                    |
| Subsistemas    | Comunicação                                                                                      | Sinalização e Controlo                                                                           | Gestão do Tráfego                                                                                | Métodos Comuns de Segurança Especificações Técnicas de Interoperabilidade                        |
| -------------- | ------------------------------------------------------------------------------------------------ | ------------------------------------------------------------------------------------------------ | ------------------------------------------------------------------------------------------------ | ------------------------------------------------------------------------------------------------ |
| Nome em inglês | Global System for Mobile Communications – Railway                                                | European Train Control System (ETCS)                                                             | European Traffic Management Layer (ETML)                                                         | European Operating Rules (EOR)                                                                   |

O objetivo final é contribuir para que todas as linhas europeias formem uma única rede, e que um comboio (trem) possa circular livremente ao longo dos diferentes países da União Europeia, algo que atualmente não é possível devido às diferenças de bitola, eletrificação e sistemas tecnológicos que existem entre as redes de cada um dos países comunitários.
O processo de desenvolvimento foi iniciado com as bases técnicas para os subsistemas de comunicação (GSM-R) e sinalização (ETCS). Ambos estão bem estabelecidos e em fase de implementação pública avançada em todo o mundo. Agora as atenções estão voltadas para o desenvolvimento do terceiro subsistema que é o ETML, ou seja, para gestão da frota e informações aos passageiros.

## Componentes do sistema

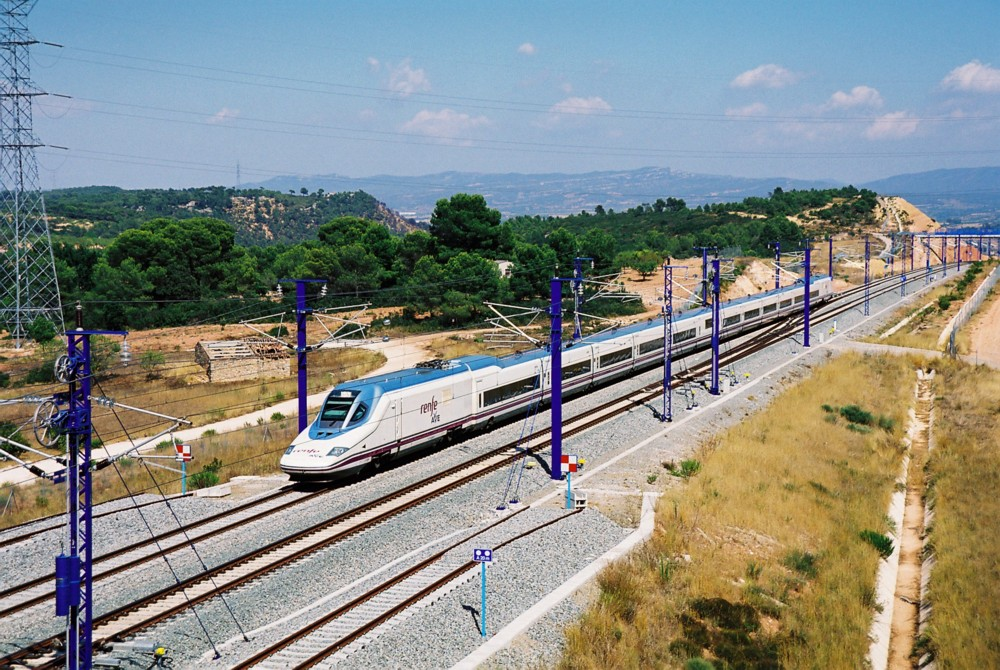
A linha de alta velocidade Madrid-Barcelona está equipada com o ERTMS.

O sistema ERTMS compõe-se de vários subsistemas (ou subcamadas):
- Comunicação: o GSM-R (em inglês: Global System for Mobile Communications–Railway), é uma comunicação móvel digital específica para o comboio, que se encarrega da transmissão de voz e dados entre o comboio (trem) e as instalações fixas. Este sistema é semelhante aos sistemas GSM públicos em relação à arquitetura da rede, mas utiliza uma banda de frequências separada e proporciona serviços exclusivos para o âmbito ferroviário: chamadas de grupo, chamadas de emergência, numeração funcional, etc. Imprescindível com ETCS dos Níveis 2 e 3.
- Sinalização: o Sistema Europeu de Controlo Ferroviário (em inglês: European Train Control System, ETCS), encarrega-se do controlo e da segurança do tráfego, ou seja, do bloqueio. É um sistema de controlo que permite evitar que um comboio (trem) supere as velocidades máximas estabelecidas ou os sinais indicativos de paragem. É um sistema melhorado a partir dos sistemas de alarme automáticos já instalados em muitos países europeus. Este sistema dispõe de 5 níveis.
- Gestão do Tráfego: a Camada Europeia de Gestão do Tráfego (em inglês: European Traffic Management Layer, ETML), encarrega-se da gestão e regularidade do tráfego nos Centros de Regulação e Controlo (CRC, que é equivalente ao CTC em muitas linhas convencionais), que é o lugar a partir do qual se gere o tráfego. A título de exemplo, as linhas Madrid-Toledo/Sevilha, assim como a Madrid-Valladolid e a Ourense-Santiago são controladas partir do CRC central localizado em Madrid-Puerta de Atocha; a linha Córdova-Málaga a partir do CRC localizado em Antequera; a linha Madrid-Figueres a partir do CRC de Saragoça; e a linha que conecta Madrid com Valência e Alicante gere-se a partir do CRC de Albacete. Por sua vez, a ETML integra outros subsistemas, como são a planificação da capacidade (criação das marchas) e o ambiente operativo (regulação da circulação, atribuição automática de comboios (trens), e ambiente: comunicações, telecomandos e detetores ou sensores). Embora existam muitos outros, em Espanha funciona o DaVinci, que permite seguir o ciclo de vida completo do serviço ferroviário, desde a planificação, a criação de um comboio (trem) no ambiente de operação, a sua regulação e o seguimento automático e a monitorização com desvios e previsões.
- Regras de Operação: as Regras Operacionais Europeias (em inglês: European Operating Rules, EOR): as regras nacionais, muitas vezes baseadas em normas técnicas nacionais, estão a ser gradualmente substituídas por regras baseadas em normas comuns, estabelecidas por Métodos Comuns de Segurança (MCS, Common Safety Methods) e Especificações Técnicas de Interoperabilidade (ETI, Technical Specifications for Interoperability). A fim de eliminar os obstáculos à interoperabilidade, prevê-se que o volume das regras nacionais, incluindo as regras de funcionamento, seja reduzido em consequência do alargamento do âmbito das ETI a todo o sistema ferroviário da União e da resolução dos pontos em aberto nas ETI. Para o efeito, os estados membros devem manter o seu sistema de regras nacionais atualizado, suprimir as regras obsoletas e informar sem demora a Comissão Europeia e a Agência Ferroviária da União Europeia.[3][4]

Opcional:
- Sistemas de posicionamento (Galileo, GPS ou GLONASS), servem para localizar os comboios (trens) com ETCS Nível 3.

Muitas vezes confunde-se o todo com a parte e fala-se, inclusive em documentos oficiais, de “ERTMS nível 1 ou 2". Mas o ERTMS é o “todo” que engloba os diferentes subsistemas, incluindo os níveis do ETCS, portanto não se pode falar de "ERTMS 1", devendo falar-se de ETCS Nível 1, 2 ou 3.

## Estratégias de implementação do ERTMS
A implantação do Sistema europeu de gestão do tráfego ferroviário significa a instalação dos componentes ETCS nas margens das vias férreas e no material circulante. Ambas as partes são conectadas pelo GSM-R como parte do subsistema de comunicação. Várias estratégias de implantação nas ferrovias podem ser usadas. Com a introdução do ETCS, o gestor da infraestrutura tem de decidir se uma linha será equipada apenas com o ETCS (sistema de sinalização limpo) ou se existe uma procura por um sistema de sinalização misto com suporte para o nível NTC (National Train Control) do ETCS através do sistema de sinalização convencional nacional, próprio de cada país. Atualmente, tanto os sistemas limpos quanto os mistos estão sendo implantados na Europa e em todo o mundo.

### Operação ETCS limpa
Muitas novas linhas ETCS na Europa estão a ser construídas e, nesse caso, pode ser preferível implementar apenas o nível 1 ou 2 do ETCS. Com esta estratégia de implementação, o custo de sinalização na margem da via férrea é reduzido ao mínimo, mas a frota de veículos ferroviários que opera nessas linhas precisará de estar equipada com o ETCS a bordo para permitir a operação. Isto é mais adequado para as novas linhas de passageiros de alta velocidade, onde os veículos são geralmente comprados novos, e menos adequado se também forem usadas por comboios de mercadorias de longo curso. Exemplos de operação ETCS limpa incluem a HSL-Zuid nos Países Baixos, o troço internacional TP Ferro (Sección Internacional / Section Internationale) Figueres [ES] - Perpignan [FR], Erfurt – Halle / Leipzig na Alemanha, entre outros. Também todas as ferrovias na Suécia e na Noruega usam uma operação ETCS limpa, uma vez que as frequências das balizas do ETCS e do sistema convencional nacional ATC são muito próximas, de modo que os comboios mais antigos apresentariam falhas ao passar pelas Eurobalizas.

### Operação mista
A operação mista é uma estratégia em que a sinalização nas margens da via férrea está equipada com o ETCS e um sistema convencional de Classe B. Frequentemente, o sistema convencional é o sistema nacional antigo usado durante o programa de atualização da sinalização. Os principais objetivos da introdução de uma operação mista (sistema de sinalização misto) são:
- Por razões financeiras e operacionais, é impossível instalar o ETCS para toda a rede num curto período.
- Nem todo o comboio está equipado para circular nas linhas ETCS e os comboios equipados com ETCS não podem circular apenas nas novas linhas.
- Ter uma solução de fallback minimiza o risco para a operação.

Com a operação mista, é possível operar uma linha com comboios convencionais e comboios ETCS e usar as vantagens da tecnologia ETCS para os comboios assim equipados (por exemplo, maior velocidade ou mais comboios na linha), mas com a vantagem de não ser necessário equipar toda a frota de comboios com ETCS simultaneamente. Exemplos de ETCS em operação mista incluem a HSL 3 na Bélgica, onde o ETCS é misturado com o sistema de proteção ao comboio nacional TBL (transmission balise-locomotive) ou a Linha de alta velocidade Córdova-Málaga em Espanha, onde o ETCS é misturado com o nível NTC dos sistemas ASFA e LZB.

#### Princípio operacional do ETCS em operação mista: Nível NTC e ETCS Nível 2
O princípio da sinalização de nível misto é baseado em princípios simples usando a troca de dados bidirecional entre o Radio Block Center (RBC) e os sistemas de intertravamento. O operador define uma rota e não precisa de saber se a rota será usado apenas para um Nível NTC do ETCS (antigo LSTM) ou para um comboio equipado com Nível 2 do ETCS. Uma rota é bloqueada com base nos princípios nacionais pelo sistema de intertravamento e o RBC é informado sobre as rotas definidas. O RBC verifica se é possível atribuir um comboio para a rota e, em seguida, informa o sistema de intertravamento de que um comboio está atribuido para a rota. O sistema de intertravamento mostra o aspeto da barra branca ETCS para todos os sinais ferroviários ao longo da rota, incluindo o sinal no final da rota, e não envia nenhum código ATB-EG para a via férrea.
Autoridade de Movimento (Movement Authority, MA) é a permissão para um comboio se mover para um local específico dentro das restrições da infraestrutura e com supervisão da velocidade. Fim da Autoridade (End of Authority) é o local para o qual o comboio tem a permissão para prosseguir e onde a velocidade alvo é igual a zero. Fim do Movimento (End of Movement) é o local para o qual o comboio tem a permissão para prosseguir de acordo com uma Autoridade de Movimento (MA).
O RBC envia uma Autoridade de Movimento (MA) para o comboio se um comboio de Nível 2 for atribuído para a rota. Caso contrário, o sinal mostra o aspeto de procedimento ótico e o código ATB-EG relacionado é enviado para a via férrea. Assim que um comboio de Nível 2 se reporta como estando na retaguarda de uma rota atualmente atribuída para Autorização Visual (por exemplo, após o início do procedimento de início de marcha ou quando o maquinista muda de nível do Nível NTC para o Nível 2), a autorização ótica é automaticamente atualizada para a Autoridade de Movimento (MA) de Nível 2. Consequentemente, uma Autoridade de Movimento (MA) de Nível 2 é rebaixada para uma Autorização Visual após um tempo limite predefinido se o maquinista fecha a cabine ou uma falha é detetada que restringe a Autoridade de Movimento (por exemplo, se a cobertura do subsistema de comunicação GSM-R não estiver disponível).

## Primeiras implementações

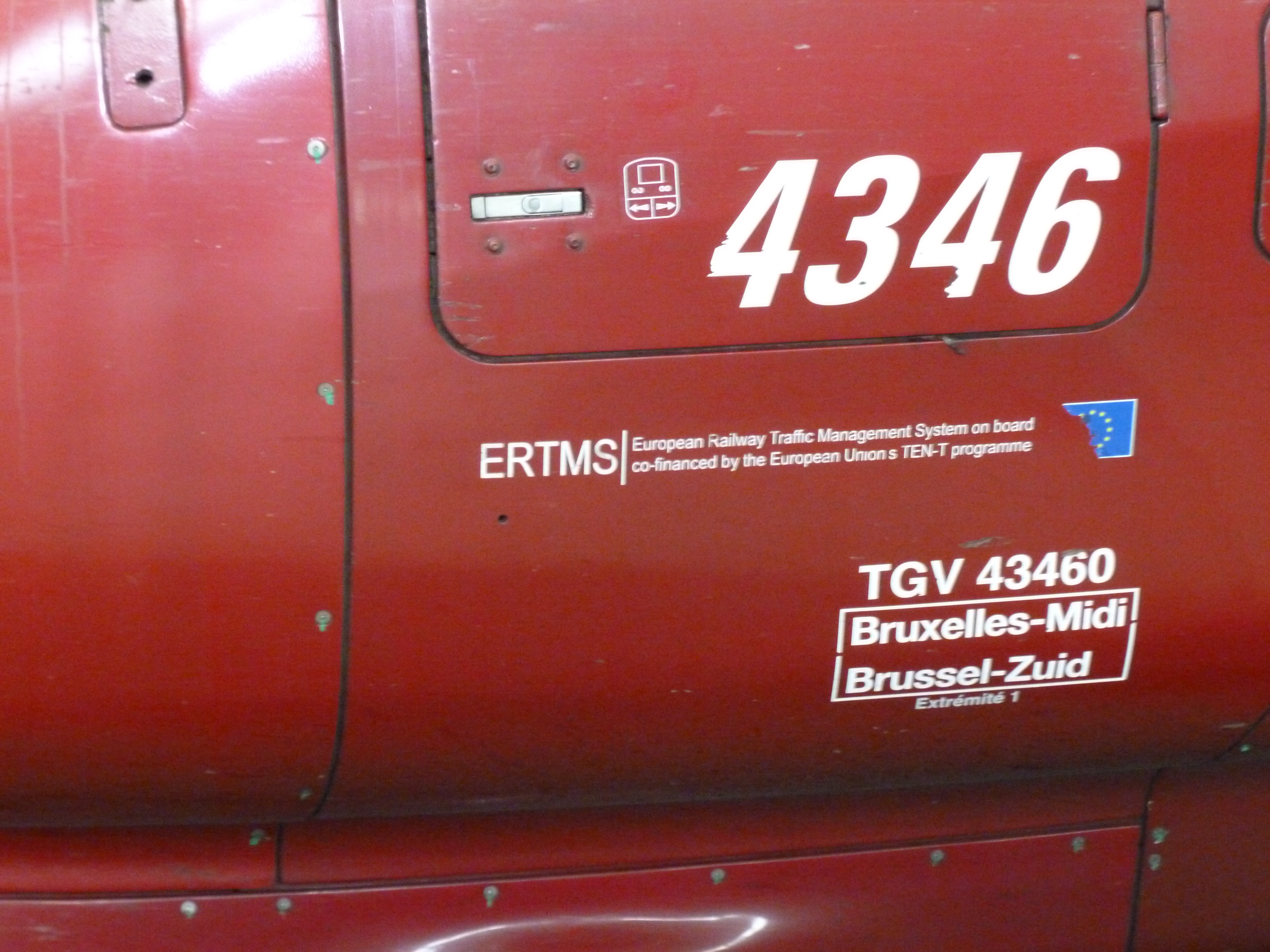
Inscrição que mostra a utilização do sistema ERTMS num comboio (trem) Thalys.

A implementação é progressiva nas linhas europeias, e inicia-se habitualmente pelas linhas que têm maior potencial para o tráfego internacional. Também se instalou em algumas linhas sem tráfego internacional devido ao fato de que por ser um sistema de nova implantação tem um desenvolvimento tecnológico que permite maiores prestações que os diferentes sistemas nacionais anteriormente utilizados.

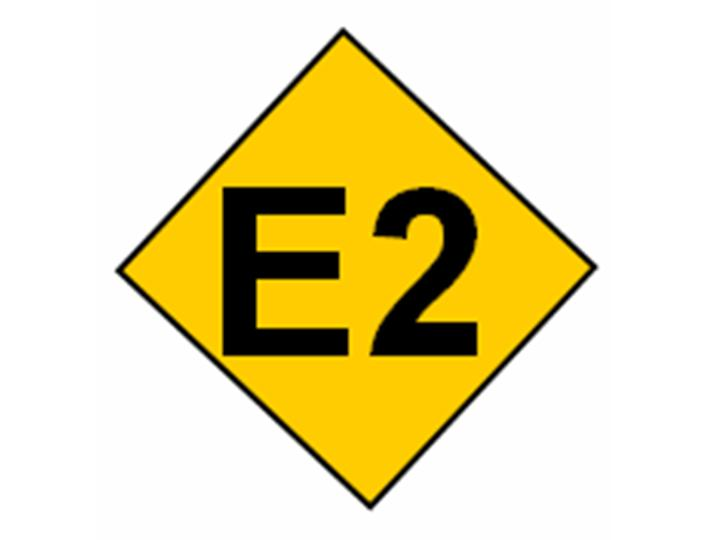
Sinal ferroviário que indica que a partir desse local começa a aplicar-se o sistema E2 (ERTMS com ETCS Nível 2).

As primeiras circulações comerciais com ERTMS são as seguintes:
- 2002. Primeiras circulações comerciais com ETCS Nível 1 na linha Mattstetten-Rothrist Suíça.[15][16]

- 22 de janeiro de 2006. Primeiras circulações comerciais (4 ETR 500 por sentido) com ETCS Nível 2 e 300 km/h na LAV Roma - Nápoles. A partir de 17 de setembro de 2006 passou-se a 7 comboios (trens) por sentido.
- 19 de maio de 2006. Começam a circular os AVE série 102 a 250 km/h com ETCS nível 1 entre Madrid e Lérida. São as primeiras circulações a esta velocidade com ETCS Nível 1. Os outros comboios (trens) desta linha continuam a circular com ASFA200.
- 2 de julho de 2006. Começam as circulações comerciais com ETCS Nível 2 na LAV Mattstetten–Rothrist (troço de 45 km entre Berna e Zurique): a cada noite umas 12 circulações a partir das 22:30. A velocidade máxima é de 160 km/h. Embora restringida no horário, tratou-se da primeira circulação comercial com ETCS Nível 2 e com comboios (trens) de vários tipos e fabricantes. A 22 de julho de 2006 amplia-se o horário, passando a começar às 21:30, com o qual se aumenta a circulação para uns 20 comboios (trens) por dia com ETCS Nível 2.
- 16 de outubro de 2006. A ADIF de Espanha permite entre Madrid e Lérida 280 km/h com ETCS Nível 1.
- 24 de outubro de 2011. A A ADIF de Espanha permite a circulação de comboios (trens) AVE a 310 km/h na LAV Madrid-Barcelona devido à implantação do ETCS Nível 2.

## Fornecedores dos equipamentos ERTMS
Vários fornecedores dos equipamentos ERTMS uniram-se na UNISIG. A UNISIG por sua vez é afiliada da UNIFE (Union des Industries Ferroviaires Européennes). Os fornecedores dos equipamentos GSM-R uniram-se para criar o GSM-R Industry Group.
O equipamento ETCS instalado numa passagem de nível ou ao lado de uma estrada deve, por sua vez, ser capaz de interagir com os sistemas de proteção rodoviária, ou seja, os sistemas rodoviários que garantem que a sinalização e o controlo do trânsito estão sempre seguros. A última coluna lista os sistemas de proteção rodoviária dos fornecedores que podem trabalhar com o ETCS da linha férrea onde fornecem o equipamento.
| Fornecedor                        | Produto ETCS                  | Produto de proteção rodoviária que funciona em conjunto com o ERTMS |
| --------------------------------- | ----------------------------- | ------------------------------------------------------------------- |
| Alstom                            | Atlas                         | Smartlock                                                           |
| Hitachi Rail STS                  | (produto sem nome específico) | ACC, SEI, MicroLok                                                  |
| AŽD Praha                         | (produto sem nome específico) | ESA11                                                               |
| Bombardier                        | Interflo                      | EBI-lock                                                            |
| CAF                               | (produto sem nome específico) | Quasar S4e                                                          |
| AngelStar (Mermec e Stadler Rail) | (produto sem nome específico) | LOD (Level Crossing Obstacle Detection System)                      |
| Siemens                           | Trainguard                    | SIMIS-W (EBS+), SIMIS-IS                                            |
| Thales                            | AlTrac                        | LockTrac (L 90.5), ELEKTRA II                                       |